# Naitō Takaharu
Naitō Takaharu (内藤高治?   16 de diciembre de1862 - 9 de abril de 1929) fue un artista marcial japonés. Como espadachín de la escuela Hokushin Ittō-ryū, Naitō enseñó kendo a la fuerza policial japonesa y también fue el primer instructor en la Budo Senmon Gakko. Contribuyó a la creación del Dai Nihon Teikoku Kendo Kata, un grupo que promovió la práctica del kendo en escuelas y universidades japonesas bajo los auspicios del Dai Nippon Butoku Kai.
Naitō era un hábil exponente del uso del kiai en el kendo, y se registra que utilizó esta habilidad en un combate con Iwasaburo Takano. A pesar de no lanzar un solo golpe en el enfrentamiento y de recibir repetidos golpes en el kote (protección de muñeca) y men (casco protector), se consideró que Naitō demostró un nivel superior de esgrima, ya que fue capaz de recibir los ataques de Takano sin mostrar ninguna señal de preocupación.

## Dai-Nippon Butokukai

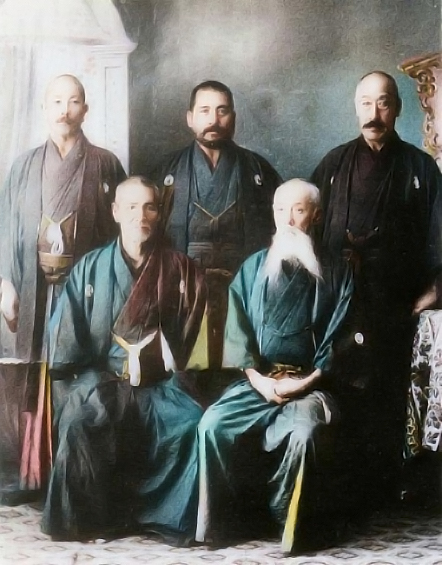
Comité principal encargado de establecer las formas del Imperial Japón en el arte del Kendo. Desde la derecha en la fila frontal: Negishi Shingoro, Shinpei Tsuji. Desde la derecha en la fila posterior: Monna Tadashi, Naitō Takaharu, Takano Sasaburō.

En marzo de 1899, se completó la construcción del Butokuden, la sede central de la Dai-Nippon Butokukai en Kyoto. La Butokukai buscaba fortalecer a su cuerpo de profesores y designó a cinco personas: Negishi Shingorō, Shinpei Tsuji, Monna Tadashi, Takano Sasaburō y Naito Takaharu.  Naito fue conmovido por un telegrama del miembro permanente de la Butokukai, Kusunoki Masahiro, que decía "Michi no tame kita re" (Vienes por el camino correcto), y en septiembre del mismo año, abandonó todo su terreno en Tokio para servir en la sede central de la Dai Nippon Butokukai.
1. ↑  Budden, Paul (2000). Looking at a Far Mountain: A Study of Kendo Kata. [Mirando una montaña lejana: un estudio de Kendo Kata] (en inglés). Tuttle Publishing. p. 121. ISBN 978-0-8048-3245-8. Consultado el 1 de junio de 2023.
2. ↑  Tokeshi, Jinichi (2003). Kendo: elements, rules, and philosophy. Univ. of Hawai'i Press. p. 9. ISBN 978-0-8248-2598-0. Consultado el 1 de junio de 2023.
3. ↑  James, James (2003). The Warrior's Path: Wisdom from Contemporary Martial Arts Masters. Shambhala Publications. p. 134. ISBN 978-1-59030-074-9. Consultado el 1 de junio de 2023.
4. ↑  Tokitsu, Kenji; Chodzin Kohn, Sherab (2005). Miyamoto Musashi: His Life and Writings. Shambhala Publications. Boston, Massachusetts, Estados Unidos: Shambhala Publications. pp. 136, 137. Consultado el 31 de mayo de 2023.

Fue el jefe de profesores de la Escuela de Formación de Instructores de Artes Marciales (más tarde rebautizada como Escuela Especializada en Artes Marciales) y crio a futuros poseedores del grado de décimo dan de kendo como Mochida Moriji y Saimura Goro.

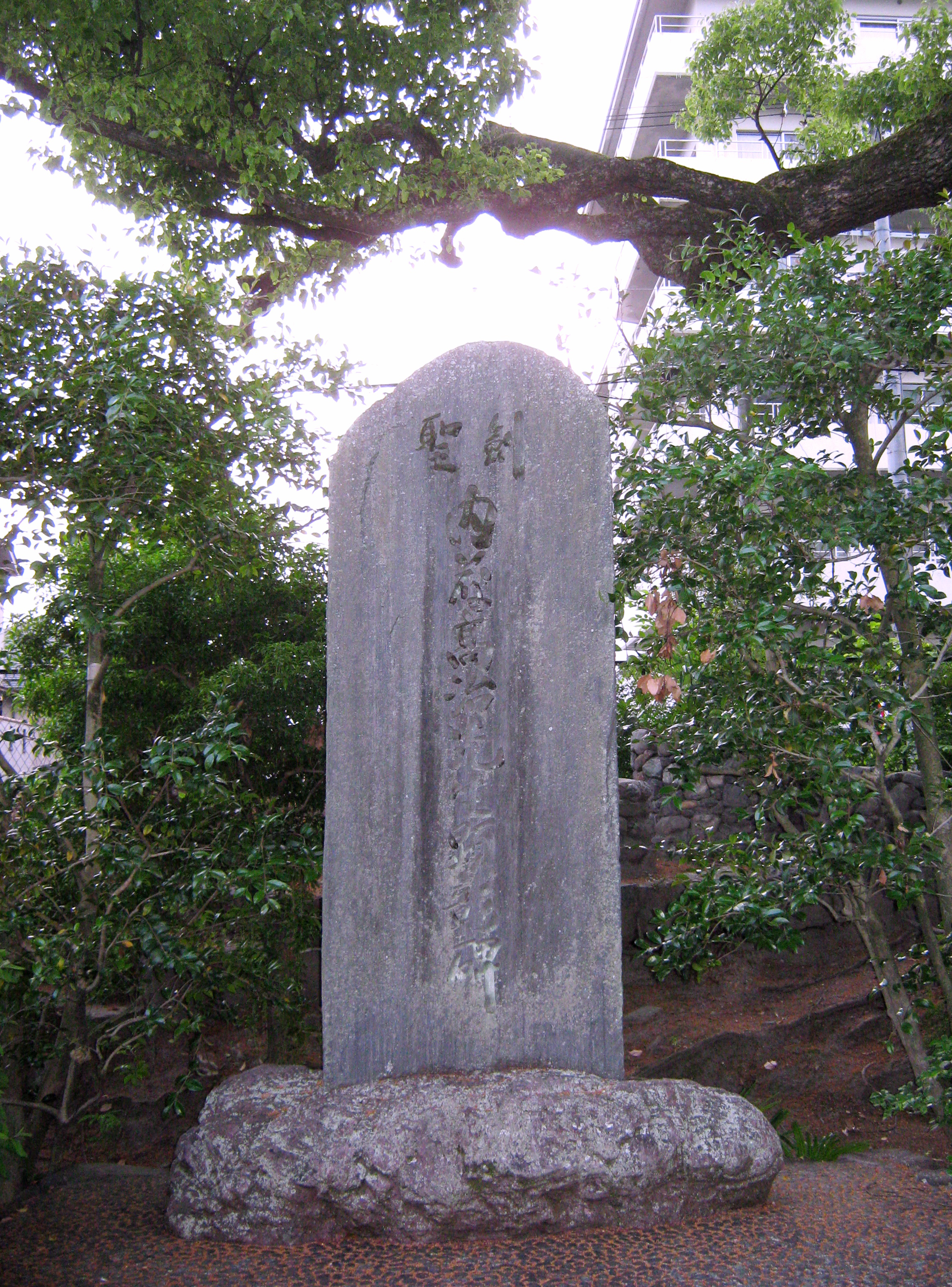
Monumento en honor a Kensei Koji Naito (barrio de Sakyo, ciudad de Kioto, dentro del centro de artes marciales)

En mayo del 1901, se enfrentó a Takano Sasaburō en el sexto Butokusai Daenbu (Gran Torneo de Exhibición de la Butokukai) y empataron 1-1. Mitsuhashi Kanzaburo, quien ofició como juez, recordó el combate como "el mejor combate que he visto, tanto antes como después". En el año 1911, fue designado como miembro principal del comité de establecimiento de las formas del kendo del Imperio de Dai Nippon.
Despreciaba la competitividad en el kendo y se centraba en enseñar los fundamentos, como los cortes y los ejercicios de contacto. Debido a esto, se opuso firmemente a la realización del evento Shin-Kokutai Shiais (Torneo Nacional de Kendo) en la era Showa, pero se vio obligado a aceptarlo cuando se le dijo que era una orden imperial por parte del burócrata del Ministerio de la Casa Imperial, Nishiōdani Hachiro. Lamentó diciendo "Con esto, el kendo japonés ha perecido" y falleció repentinamente por una hemorragia cerebral el 9 de abril de 1929, justo antes de la celebración del evento.